# Mistrzostwa Polski w hokeju na lodzie (1945/1946)
11. edycja Mistrzostw Polski w hokeju na lodzie – rozegrane zostały w styczniu 1946 roku. Były to pierwsze powojenne mistrzostwa Polski.

## Kwalifikacje
- Mistrzostwa okręgu krakowskiego

Turniej o mistrzostwo okręgu krakowskiego odbył się w dniach 10–16 stycznia 1946. Uczestniczyły w nim trzy drużyny: Cracovia, Wisła Kraków oraz Legia Kraków. Zwycięzcą została drużyna Cracovii, która pokonała pozostałe dwie drużyny.
- Mistrzostwa okręgu śląskiego

Odbyły się między 14 a 21 stycznia 1946. Uczestniczyło w nich pięć zespołów: Siemianowiczanka, HKS Szopienice, Siła Giszowiec, Orzeł Wełnowiec oraz Piast Cieszyn. Zwycięzcą została drużyna Siły Giszowiec.
- Mistrzostwa okręgu pomorsko-poznańskiego

Mistrzem została Lechia Poznań, a drugie miejsce zajęła drużyna Pomorzanina Toruń. Drużyna z Torunia przyjechała do Krakowa, jednak ponieważ nie złożyła w terminie wniosku o przystąpienie do mistrzostw, nie rozegrała żadnego spotkania turnieju finałowego.

## Turniej finałowy

### Losowanie
20 stycznia 1946 roku w Krakowie odbyło się losowanie mistrzostw Polski, do którego przystąpiły: mistrz Krakowa – Cracovia, Lechia Poznań, ŁKS Łódź oraz niewyłoniony wtedy jeszcze mistrz Śląska. Spodziewano się również startu drużyny Legii Warszawa, jednak ta nie zgłosiła zespołu, więc turniej finałowy odbył się pomiędzy czterema zespołami w formule każdy z każdym. Podczas losowania postanowiono, że turniej finałowy odbędzie się w dniach 25–27 stycznia 1946.

### Przebieg turnieju
Turniej rozpoczął się 25 stycznia od ceremonii otwarcia, podczas której odbyła się defilada, ogłoszono przemówienia oraz odegrano hymn Polski. Po ceremonii rozpoczęły się główne zawody. W pierwszym dniu, jak i w dwóch następnych odbyły się po dwa mecze. Inauguracyjnym spotkaniem był mecz ŁKS – Lechia, w którym padł bezbramkowy remis. W następnym spotkaniu gospodarze, Cracovia pokonali Siłę Giszowiec i zostali liderami turnieju.
Drugi dzień mistrzostw to spotkania pomiędzy ŁKS-em i Siłą oraz Cracovią i Lechią. Zwycięzcą pierwszego została łódzka drużyna, zaś drugiego gospodarze zawodów, dzięki czemu umocnili się oni na pierwszym miejscu w tabeli, zaś na drugie miejsce wysunęła się drużyna ŁKS-u.
W ostatnim dniu mistrzostw zapadły decydujące rozstrzygnięcia. Najpierw spotkały się drużyny ŁKS-u oraz Cracovii. Spotkanie to zadecydowało o zdobyciu mistrzostwa Polski. Mecz zwyciężyła drużyna gospodarzy, która z kompletem punktów zajęła pierwsze miejsce w tabeli i zdobyła po raz drugi w historii tytuł mistrza Polski. Wręczenie pucharu za mistrzostwo Polski odbyło się po tym spotkaniu. Trofeum wręczał prezes związku hokejowego, Mieczysław Boczar. W rozegranym później spotkaniu decydującym o zajęciu trzeciego miejsca pomiędzy Siłą a Lechią lepsza była drużyna z Giszowca i to hokeiści tej drużyny mogli cieszyć się z brązowych medali.

### Wyniki
| 25 stycznia 1946 | ŁKS Łódź | 0:0 | Lechia Poznań | Kraków |

|  |  | (0:0, 0:0, 0:0) |

| 25 stycznia 1946 | Cracovia | 3:0 | Siła Giszowiec | Kraków |

|  |  | (1:0, 2:0, 0:0) |

| 26 stycznia 1946 | ŁKS Łódź | 2:1 | Siła Giszowiec | Kraków |

|  |  | (0:0, 1:0, 1:1) |

| 26 stycznia 1946 | Cracovia | 4:0 | Lechia Poznań | Kraków |

|  |  | (0:0, 3:0, 1:0) |

| 27 stycznia 1946 | Cracovia | 5:1 | ŁKS Łódź | Kraków |

|  |  | (0:0, 2:0, 3:1) |

| 27 stycznia 1946 | Siła Giszowiec | 4:2 | Lechia Poznań | Kraków |

|  |  | (1:0, 2:2, 1:0) |

### Tabela
Lp. = lokata, M = liczba rozegranych spotkań, Pkt = Liczba zdobytych punktów, W = Wygrane, R = Remisy, P = Porażki, G+ = Gole strzelone, G- = Gole stracone
| Lp. | Zespół         | M | Pkt | W | R | P | G + | G – | +/- |
| --- | -------------- | - | --- | - | - | - | --- | --- | --- |
| 1   | Cracovia       | 3 | 6   | 3 | 0 | 0 | 12  | 1   | +11 |
| 2   | ŁKS Łódź       | 3 | 3   | 1 | 1 | 1 | 3   | 6   | -3  |
| 3   | Siła Giszowiec | 3 | 2   | 1 | 0 | 2 | 5   | 7   | -2  |
| 4   | Lechia Poznań  | 3 | 1   | 0 | 1 | 2 | 2   | 8   | -6  |

## Skład drużyny mistrza Polski
| Mistrz Polski 1946 |
| --- |
| Cracovia 2. tytuł |
| Władysław Michalik, Władysław Lemiszko, Mieczysław Kasprzycki, Włodzimierz Kopczyński, Czesław Marchewczyk, Herbert Ursoń, Adam Kowalski, Maksymilian Więcek, Andrzej Wołkowski. |